# Буджацька культура
Буджацька культура — археологічна культура бронзової доби північно-західного Надчорномор’я. Культура відноситься до ямної культурно-історичної спільноти.

## Датування
Тривала майже тисячу років від останньої чверті 4-го тисячоліття до н. е. до межі 3—2-го тисячоліття до н. е.
Співвідноситься до раннього та розвинутого (середнього) етапів бронзової доби межа між якими  визначається кінцем першої чверті III тисячоліття до нашої ери. 

### Співіснування з усатівською культурою
Фінал раннього етапу бронзової доби збігається з фіналом усатівської культури. Незважаючи на спільність території, проживання часткове співіснування усатівського й буджацького населення не відбилося на матеріальній культурі. Це ймовірно може свідчити про відсутність контактів. 

### Співіснування з катакомбною культурою
Нечисленний буджацький інвентар й досить рідкісні поховання зі скелетами, скорченими на спині, також зафіксовані в похоронних комплексах катакомбної культури. Судячи з радіовуглецевого аналізу дат, носії катакомбної культури співіснували з населенням пізнього етапу буджацької культури.